# The Petersens
The Petersens – amerykański rodzinny zespół muzyczny z Branson w stanie Missouri grający bluegrass, country i muzykę chrześcijańską.

## Historia
Od założenia rodziny Petersenów w ich domu często zajmowano się muzyką. Dzieci Petersenów po raz pierwszy zetknęły się z bluegrassem na festiwalu Gettysburg Bluegrass w 2003 roku. Po raz pierwszy wystąpiły jako zespół w 2005 roku w kościele swojej matki, First Christian Church w Mountain Grove w stanie Missouri.
Zespół pierwotnie składał się z rodzeństwa: Katie (skrzypce), Ellen (banjo), Matta (kontrabas) i ich najmłodszej siostry Julianne (śpiew i taniec), którym towarzyszyli matka Karen (mandolina) i ojciec Jon (gitara). Z czasem Julianne przejęła partię mandoliny, a Karen przeszła na kontrabas. Matt przejął partię gitary, a ich ojciec Jon grał na pianinie w niektórych utworach gospel. Te wczesne występy odbywały się głównie na lokalnych festiwalach, w kościołach i kawiarniach.
W 2010 roku zespół wygrał konkurs CAM Gospel Sing-Off w Sight & Sound Theatre w Branson. Uznany kompleks rozrywkowy IMAX Entertainment Complex zaczął regularnie zapraszać zespół do występów w Little Opry Theatre. W 2015 roku The Petersens zyskali międzynarodowe uznanie, gdy banjoistka Ellen Petersen wzięła udział w telewizyjnym programie typu talent show, American Idol, zajmując 48. miejsce. W 2017 roku do zespołu dołączył Emmett Franz jako muzyk grający na dobro.
W 2018 roku zespół zajął czwarte miejsce w Międzynarodowym Konkursie Muzyki Bluegrass w Nashville. Grupa zdobyła uznanie czołowych brytyjskich muzyków, którzy uważają go za wyjątkowy w dziedzinie muzyki bluegrass.
Zespół często wykonuje covery, takie jak „Jolene” Dolly Parton, który zdobył ponad 17 milionów wyświetleń na YouTube, czy „Take Me Home, Country Roads” Johna Denvera, który w ciągu roku zgromadził 20 milionów wyświetleń.
Do 2019 roku The Petersens występowali przed publicznością w Stanach Zjednoczonych, Kanadzie i Irlandii. Na początku 2019 roku ponownie odbyli trasę koncertową po Irlandii, a także po Wielkiej Brytanii. Pod koniec 2019 roku wyruszyli w kolejne trasy wokalne po Finlandii i Irlandii. Zespół często korzysta z mediów społecznościowych, aby dokumentować swoje występy i nagrania.
W ramach swojej pierwszej europejskiej trasy koncertowej wystąpili 25 sierpnia 2023 roku na festiwalu Kulturkirche w Kolonii, a trzy dni później byli gośćmi porannego programu stacji ARD.

## Dyskografia

### Albumy
- 2014: Finally Going Home
- 2017: Shenandoah
- 2019: Homesick for a Country
- 2020: Live Sessions, Vol. 01
- 2020: Live Sessions, Vol. 02
- 2020: Christmas with the Petersens
- 2021: Live Sessions, Vol. 03
- 2021: Live Sessions, Vol. 04
- 2022: My Ozark Mountan Home
- 2023: We Don't Need Anything This Year

### Single i EP-ki
- 2019: Jolene
- 2019: No Roots
- 2019: High Sierra
- 2019: Gentle on My Mind
- 2021: Falling for You
- 2021: Hey, Grandpa